# Gros Blanc
«Gros Blanc» es un término criollo que nació en las colonias francesas en África, como La Reunión, y que hace referencia a una persona blanca, es decir, de origen europeo, y con un estatus social alto, a diferencia del «Petit Blanc». Eran franceses metropolitanos, de ascendencia aristocrática mayoritariamente y propietarios de tierras. Estuvieron a favor de la colonización de La Reunión desde el medio del siglo XVII y han mantenido un alto nivel económico desde entonces, a diferencia de los Petit Blanc des Hauts.
Dado que la ley francesa prohíbe las estadísticas étnicas en Francia, es difícil cuantificar con precisión el número de Gros Blancs, y solo hay disponibles aproximaciones más o menos dudosas. Esto es tanto más cierto ya que este grupo ha tendido a desaparecer, fusionándose con los petits blancs y los zoreilles. Una terrateniente famosa fue Madame Desbassayns (París, 1755 - Reunión, 1846), que amasó una de las mayores fortunas de la isla. Recientemente se usa la expresión Politique de gros blancs para designar a una ideología de disgregación racial dada en la isla de Reunión.